# Sen znala jes
"Sen znala jes" je narečna skladba v Rudija Bučarja in ženske skupine Frčafele iz leta 2014, na albumu leto kasneje. Avtor glasbe in teksta je Rudi Bučar.

## MMS 2014
6. julija 2014 je skladba na festivalu Melodije morja in sonca v portorožkem Avditorijudosegla 48 in zmagala med 14 izvajalci. Odpeta je v istrskem narečju.
Šteli so glasovi žirij radijskih postaj (RTV SLO 1, RTV SLO Koper, Celje, Murski Val, Sora, Maribor), strokovne žirije, občinstva v Avditoriju ter televizijskih gledalcev in radijskih poslušalcev.

## Snemanje
Snemanje in miks sta potekala v studiu Parametrik od Gabra Radojevića v Dekanih. Marca 2015 pa je bila izdana še na dvojnem albumu Konəc na zgoščenki.

## Zasedba

### Produkcija
- Rudi Bučar – glasba, besedilo, aranžma
- Gaber Radojević – producent

### Studijska izvedba
- Rudi Bučar – solo vokal, akustična kitara, klavir
- Frčafele – spremljevalni vokali
- Boštjan Grabnar – harmonika
- Anže Langus Petrović – bas kitara
- Jure Rozman – bobni
- Robert Pikl – kitara